# Машенков, Владимир Фёдорович
Владимир Фёдорович Машенков (25.07.1929-18.10.1996) — российский учёный в области экономики АПК, член-корреспондент ВАСХНИЛ (1988).

## Биография
Родился в Нижнем Новгороде. Окончил Московский экономико-статистический институт (1952) и его аспирантуру (1956).
- 1956—1961 старший экономист Н.-и. экономического института Госплана СССР;
- 1961—1964 старший научный сотрудник НИИ Госплана СССР;
- 1964—1995 заведующий отделом (1964—1971), заместитель директора (1971—1995), одновременно исполняющий обязанности директора (1983—1984) ВНИИ экономики сельского хозяйства.

Специалист в области организации труда в колхозах и совхозах.
Доктор экономических наук (1971), профессор (1973), член-корреспондент ВАСХНИЛ (1988).
Публикации:
- Использование трудовых ресурсов сельской местности. — М.: Экономика, 1965. — 166 с.
- Проблемы экономики труда в сельском хозяйстве / соавт.: М. И. Чиликина и др. — М.: Экономика, 1971. — 255 с.
- Производительность труда в сельском хозяйстве. — М.: Колос, 1974. — 224 с.
- Планирование и использование труда в сельскохозяйственных предприятиях / соавт.: И. Е. Мальцев, А. П. Царьков. — М.: Колос, 1977. — 319 с.
- Формирование и использование рабочей силы в сельском хозяйстве / соавт. И. Е. Мальцев. — М.: Агропромиздат, 1988. — 159 с.